# Hancock Whitney Corp.

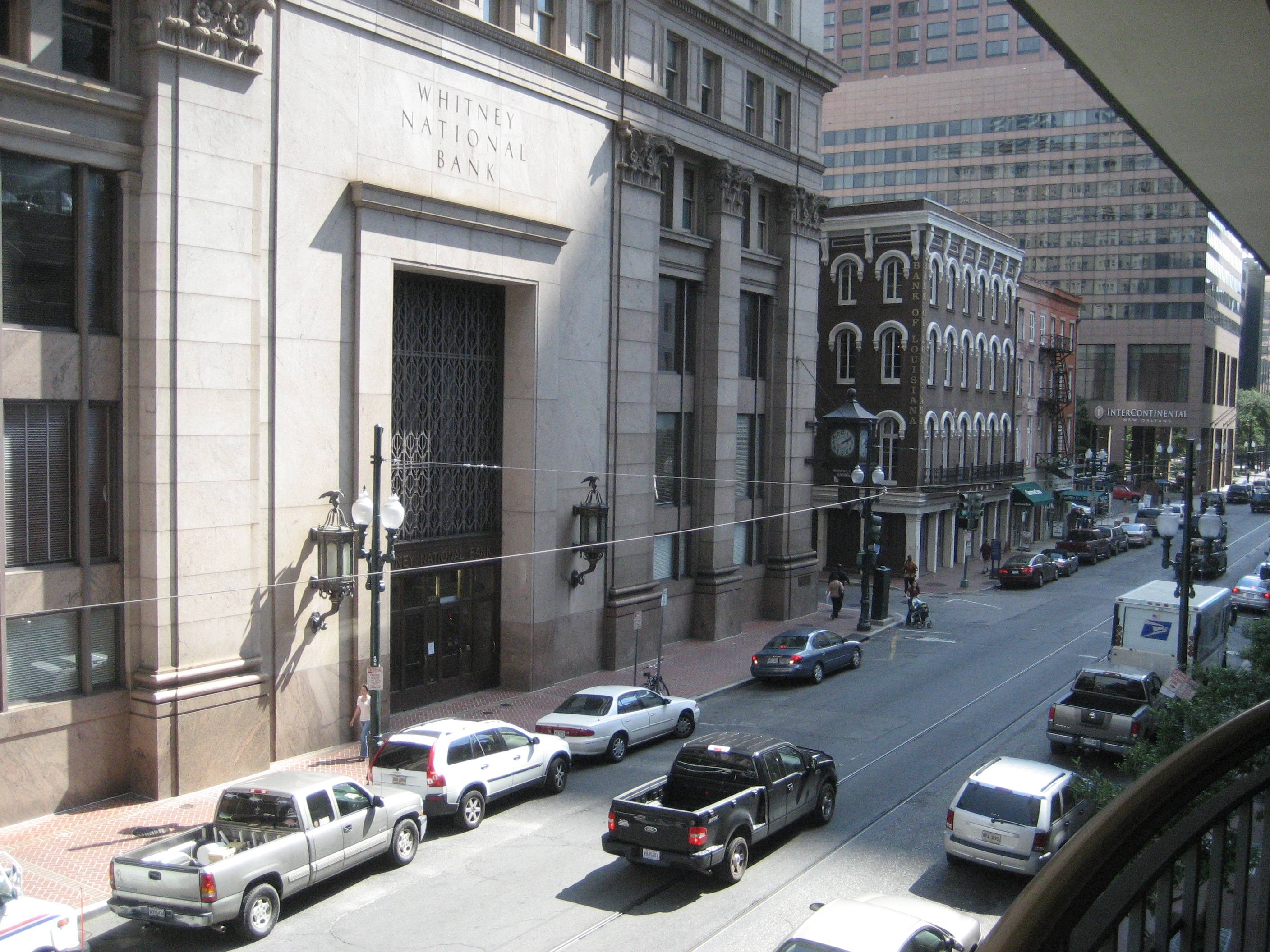
Whitney Bank na St. Charles Avenue, em Nova Orleans

Hancock Whitney Corp. é uma holding bancária sediada em Gulfport, Mississippi. Opera 237 filiais no Mississippi, Alabama, Flórida, Louisiana e Texas. O banco é o banco oficial do New Orleans Saints e emite o cartão de débito oficial. O banco também é o banco oficial da LSU Athletics. 

## História
O Hancock County Bank foi fundado em 1899 em Bay Saint Louis, Mississippi, por 19 indivíduos. Em seu primeiro dia, o banco abriu com US$ 10.000 em capital e US$ 8.277,41 em depósitos. O banco foi originalmente fundado para capitalizar os negócios em expansão de madeira, algodão e lã e também o mercado de aves e produtos. 
Em 8 de janeiro de 1902, o banco abriu uma agência em Pearlington, Mississippi, seguida por uma agência em Pass Christian, Mississippi, o destino popular dos nortistas que fugiam dos invernos brutais e dos ricos orleaneanos que buscavam alívio do calor sufocante dos verões. . 
As filiais de Pearlington e Logtown foram fechadas após o declínio da indústria madeireira e a empresa voltou sua atenção para Gulfport, Mississippi e Biloxi, Mississippi. 
In 1990, the bank acquired Baton Rouge, Louisiana-based American Bank of Baton Rouge.
Em 1994, o banco adquiriu o Washington Bank and Trust Co. de Franklinton, Louisiana por US$ 15 milhões.  
Em janeiro de 1999, o banco adquiriu o American Security Bank, com sede em Ville Platte, Louisiana, aumentando os ativos para US$ 3 bilhões.  
Em 2001, o banco adquiriu o Lamar Bank abrindo o mercado do centro-sul do Mississippi e estabelecendo uma presença em Hattiesburg, Mississippi. 
Em março de 2004, o banco adquiriu o Guaranty National Bank , com sede em Tallahassee, na Flórida, e suas 5 agências.  
Em novembro de 2004, o banco adquiriu a Ross King Walker, Inc., de 103 anos, com sede em Hattiesburg, e em julho de 2005, adquiriu a J. Everett Eaves, Inc., com sede em Nova Orleans, expandindo os serviços de seguros do banco.   
Em setembro de 2006, o Hancock Bank of Alabama recebeu uma carta patente para operar no Alabama . 
Em dezembro de 2009, o banco adquiriu o Peoples First Bank da Panama City, na Flórida, depois de ter sido apreendido pelo Office of Thrift Supervision, após sofrer falência bancária.  
Em junho de 2011, o banco adquiriu a Whitney Holding Corporation.  
Em abril de 2017, o banco adquiriu o First NBC Bank, que foi apreendido pelos órgãos reguladores após sofrer falência bancária.  
Em maio de 2018, a empresa mudou seu nome para Hancock Whitney Corp. 
Em julho de 2018, Hancock Whitney adquiriu o negócio de Trust and Asset Management da Capital One. 